# Gillis Hooftman
Gillis Hooftman van Eyckelberg, född 1521 i Eupen, Nederländerna, död 19 januari 1581 i Antwerpen, Spanska Nederländerna, var en holländsk köpman, bankir och skeppsbyggare från Hertigdömet Limburg. Hooftman var en av de rikaste köpmännen i Antwerpen under den tid han var verksam.

## Familj

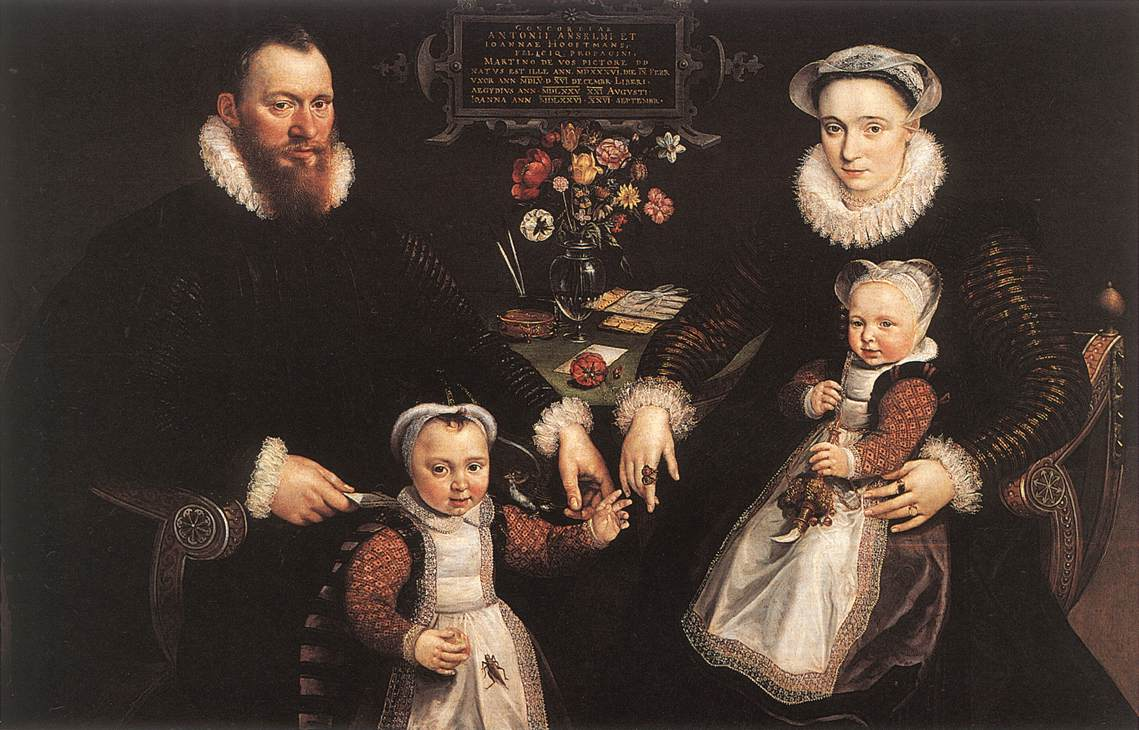
Johanna Hooftman och Antonio Anselmo med två barn, målning av Maerten de Vos

Hooftman var gift tre gånger. Hans dotter Johanna Hooftman var gift med tyghandlaren Antonio Anselmo.